# Samuel Imrek
Samuel Imrek (17 de agosto de 2005) es un deportista estadounidense que compite en esgrima, especialista en la modalidad de espada. En los Juegos Panamericanos de 2023 obtuvo una medalla de oro en la prueba por equipos.

## Palmarés internacional
| Juegos Panamericanos | Juegos Panamericanos | Juegos Panamericanos | Juegos Panamericanos |
| Año                  | Lugar                | Medalla              | Prueba               |
| -------------------- | -------------------- | -------------------- | -------------------- |
| 2023                 | Santiago (Chile)     | Medalla de oro       | Espada por equipos   |